# 陳皆興
陳皆興（1899年9月7日—1992年），字可亭。臺灣詩人、政治人物。曾任臺灣省議員、第三屆高雄縣縣長。

## 早年生平
明治三十二年（1899年）9月7日陳皆興出生於高雄苓雅寮，:246父親陳朝章，育有三子，陳皆興為長子。幼年曾於私塾學習漢學。第二公學校（今高雄市苓雅區苓洲國民小學）畢業後，於大正四年（1915年）十六歲時由父親陳章帶到旗後「新泰記」當學徒。二十一歲時與張錦紋結婚。在「新泰記」服務時，陳皆興至澎湖宿儒陳梅峰、陳錫如處學習，:246與王天賞一起到私塾進修。並與陳梅峰、陳錫如創立旗津吟社。二十六歲時離開新泰記。
1923年，陳皆興曾到中國，歷經廈門、浙江、福建，到北平、天津。寫下〈大陸記遊詩〉。1930年，再度重返中國。
昭和元年（1926年），陳皆興到鹽埕町經營大同醬園。:246三年（1928年）6月，陳皆興遷居鳳山，與友好經營鳳山製冰兩合公司，出任公司代表。昭和七年（1932年），陳皆興獨資兼營榮豐醬油行，並出任保正一職，並由鳳山街保正聯合會會長做到鳳山郡保正聯合副會長。
1942年高雄發生東港事件，陳皆興一度遭到株連，囚禁數天後獲釋，算是輕微的受害者。

## 戰後
1949年，陳皆興出任臺灣省合會儲蓄公司高雄分公司經理，直到1957年當選縣長。
1951年實施地方自治，高雄縣議會議員選舉第一屆臨時省議會議員，陳皆興當選臨時省議會議員。1954年第二屆臨時省議會議員，陳皆興成功連任。
陳皆興在兩屆五年半的省議員任內，據傳從未發過一次言。因此被人以「聽長」譏諷他。:118
1957年第三屆高雄縣長選舉，中國國民黨內面臨紅、白派爭取提名的激烈相爭。最後意外提名較無派系色彩的陳皆興。最後陳皆興在黨部主委戴良慶賣力幫助下，擊敗余登發當選縣長。然而本屆選舉竟爆發作票事件，一度使余登發告上法院。
在縣長任內，陳皆興廣種道旁果樹，充實教育經費。
1960年縣長任滿後，國民黨一度勸陳皆興投入省議員選舉。然而遭陳皆興以年紀過高拒絕。
卸任縣長後，陳皆興曾出任鳳崗詩社社長與瀛洲詩社高屏分社社長。

## 家族
- 陳皆興妻子張錦紋，育有二男一女。
- 陳皆興姪子陳寶輝為前臺北市政府衛生局局長，姪孫陳宜民曾任國民黨不分區立委。[3][4]

## 傳記及相關書籍
- 照史，〈詩人縣長－陳皆興〉，《高雄人物 第一輯》。高雄：春暉出版社。

## 外部連結
- 臺灣省諮議會陳皆興介紹 （页面存档备份，存于）
- 陳皆興 （页面存档备份，存于），高雄文學館。

| 政府职务      | 政府职务                                     | 政府职务      |
| ------------- | -------------------------------------------- | ------------- |
| 高雄縣政府    |                                              |               |
| 前任： 陳新安 | 高雄縣縣長 第三屆 1957年6月2日－1960年6月2日 | 繼任： 余登發 |